# Гевін Андресен
Гевін Андресен (англ. Gavin Andresen, ім'я при народженні Гевін Белл, англ. Gavin Bell) — головний науковий співробітник Bitcoin Foundation. Він має доступ до алерт-ключа, який дозволяє йому розсилати широкомовні повідомлення про критичні проблеми мережі всім клієнтам.
Після закінчення Прінстонського університету в 1988 році, Андресен почав свою кар'єру працюючи над програмами по створенню 3d-графіки в Silicon Graphics Computer Systems. У 1996 працює над специфікацією VRML 2.0, за якою згодом публікує підручник.
Покинувши Кремнієву долину в 1996, Андресен вирішує безліч програмних завдань, ставши технічним директором стартапу, що займається раннім варіантом голосового зв'язку через інтернет, а також співзасновником компанії, що розробляє багатокористувацькі онлайн ігри між сліпими і зрячими людьми.
Останнім час, Андресен є провідним розробником частини проекту криптовалюти «Біткойн».
В квітні 2011 Форбс цитував Андресена, написавши «Біткойн розроблений для того, щоб привести нас до децентралізованного обміну між людьми» і «це навіть краще золото, ніж золото».
Андресен також створив посередницький сервіс ClearCoin, який виконував роль гаранта при операціях в біткойнах. Сервіс був тимчасово закритий 23 червня 2011 року і недоступний досі. Закриття Гевін пояснив великою зайнятістю по роботі з ядром біткойна: «ClearCoin закритий для нових операцій, так що я (Гевін) можу сконцентруватися над ядром біткойна», «Я сподіваюся ClearCoin повернеться в якийсь момент часу, але я не можу запустити його до тих пір, поки не буде виконана сила-силенна закулісної роботи по створенню надійного масштабованого сервісу».